# Besqab
Besqab är ett svenskt företag bildat 1989, med verksamheten som i huvudsak fokuserad på projektutveckling av bostäder, vilket innebär nyproduktion av bostadsrätter, hyresrätter och äganderätter med tyngdpunkt på storstockholmsområdet och Uppsala.
Företaget har byggt över 8 000 bostäder[när?] och har cirka 140 anställda[när?]. Huvudkontoret ligger i Danderyd och ett lokalkontor finns i Uppsala. 
Besqab noterades den 12 juni 2014 på Nasdaq OMX i Stockholm.